# Phintella castriesiana
Phintella castriesiana is een spinnensoort in de taxonomische indeling van de springspinnen (Salticidae).
Het dier behoort tot het geslacht Phintella. De wetenschappelijke naam van de soort werd voor het eerst geldig gepubliceerd in 1861 door Grube.